# Mortes em julho de 2017
Mortes em 2017: ← Janeiro – Fevereiro – Março – Abril – Maio – Junho – Julho – Agosto – Setembro – Outubro – Novembro – Dezembro →
Esta é uma relação de pessoas notáveis que morreram durante o mês de julho de 2017, listando nome, nacionalidade, ocupação e ano de nascimento.

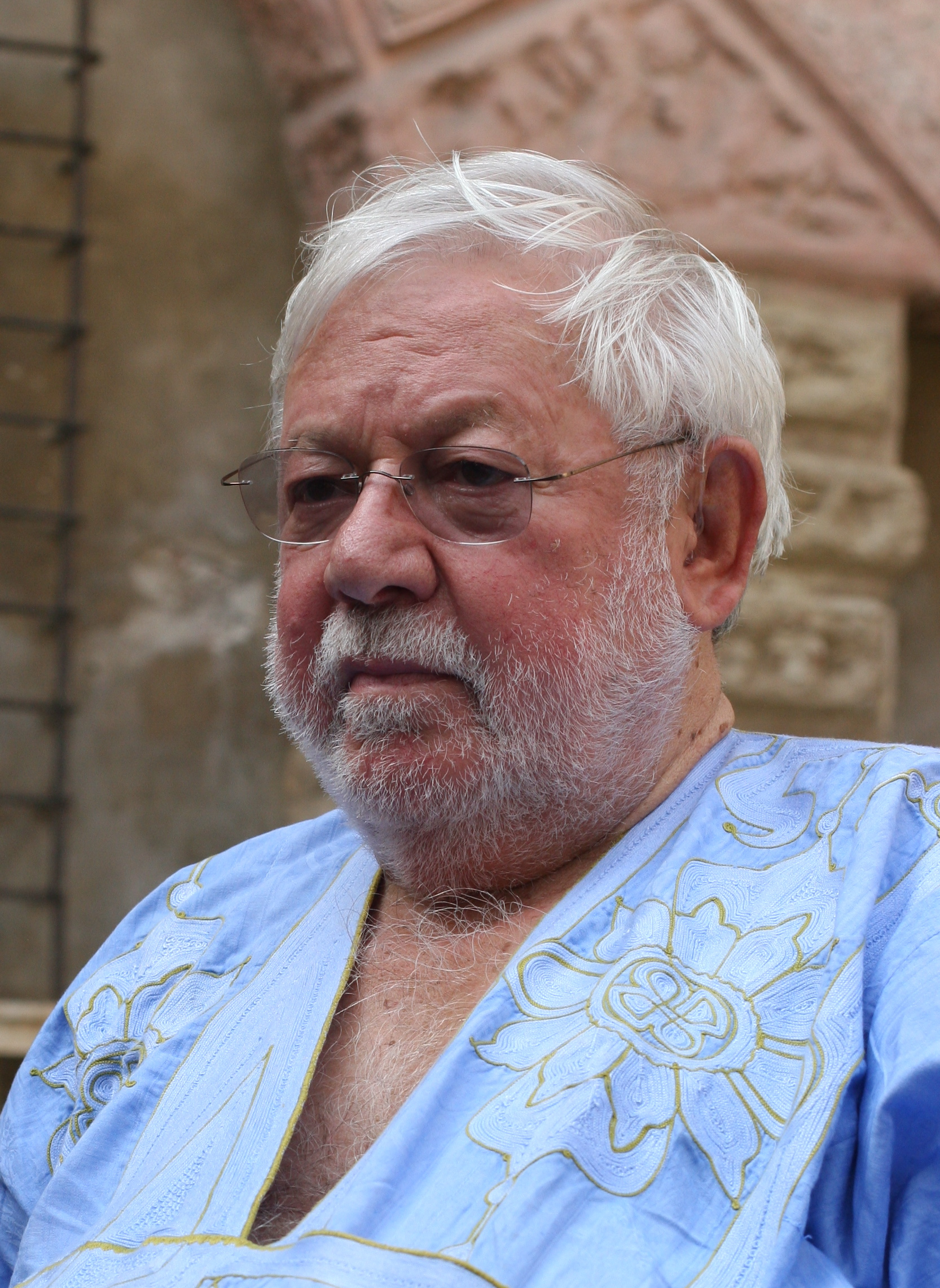
Paolo Villaggio, escritor e ator italiano

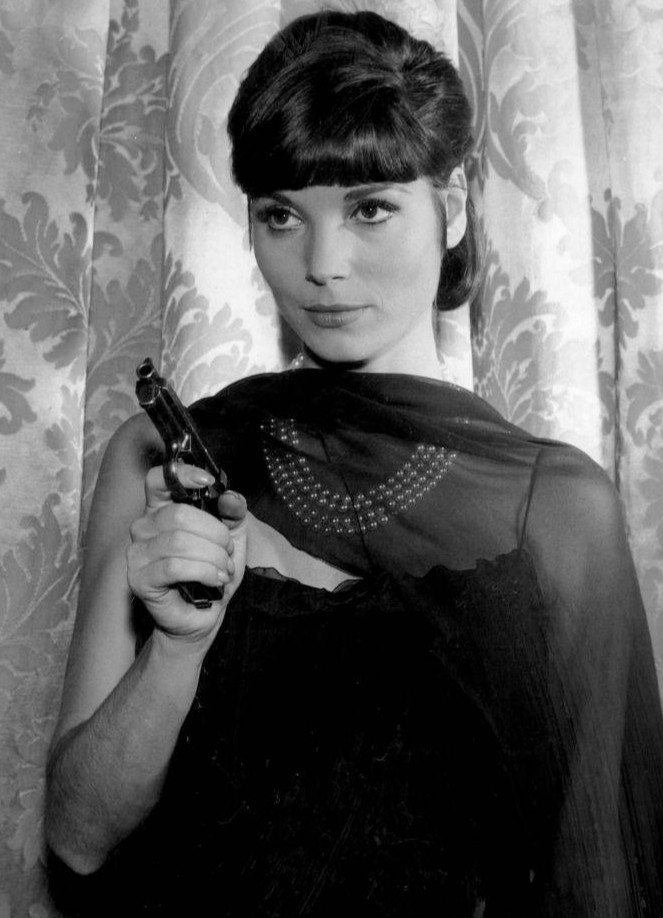
Elsa Martinelli, atriz italiana

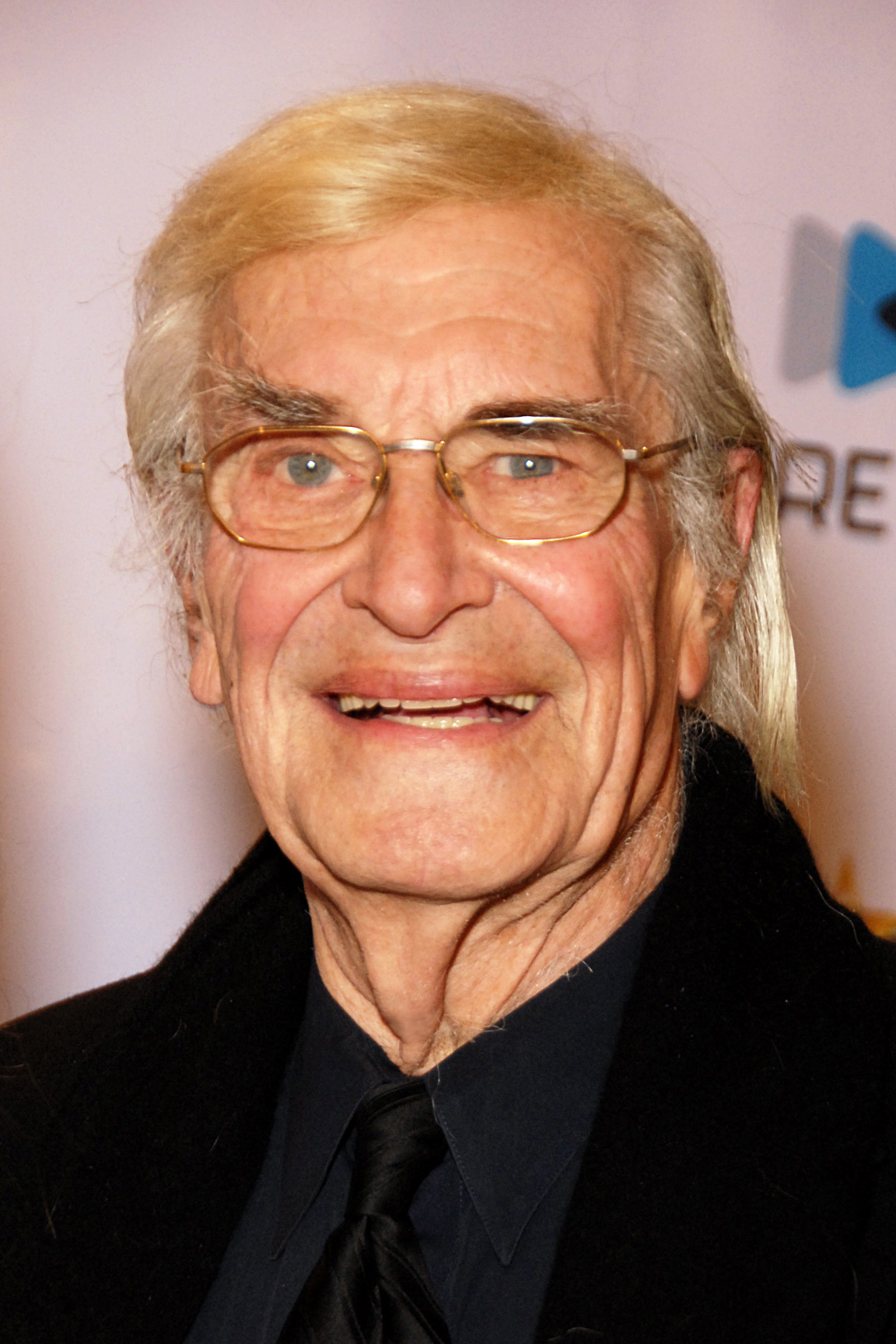
Martin Landau, ator americano

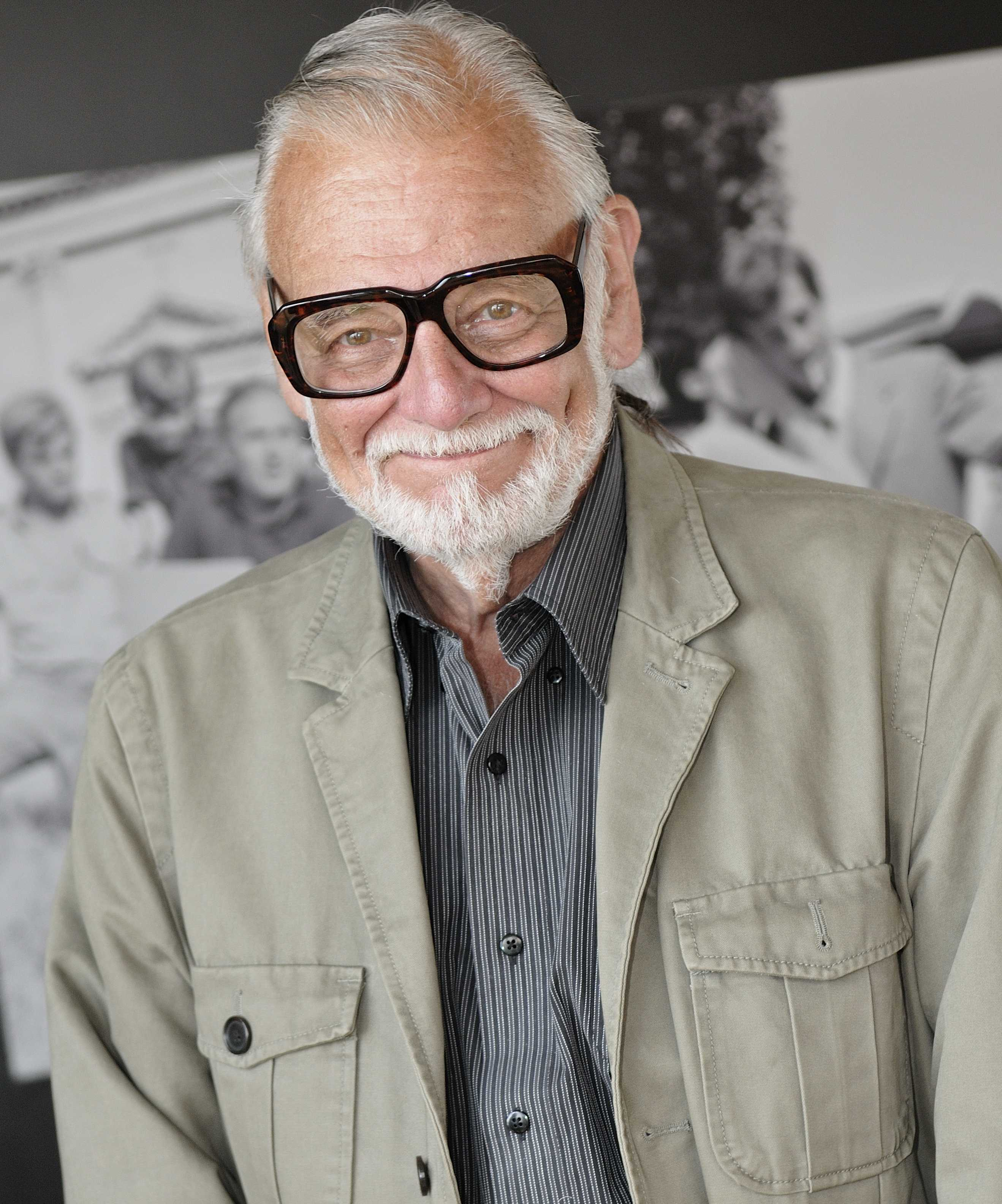
George A. Romero, diretor americano

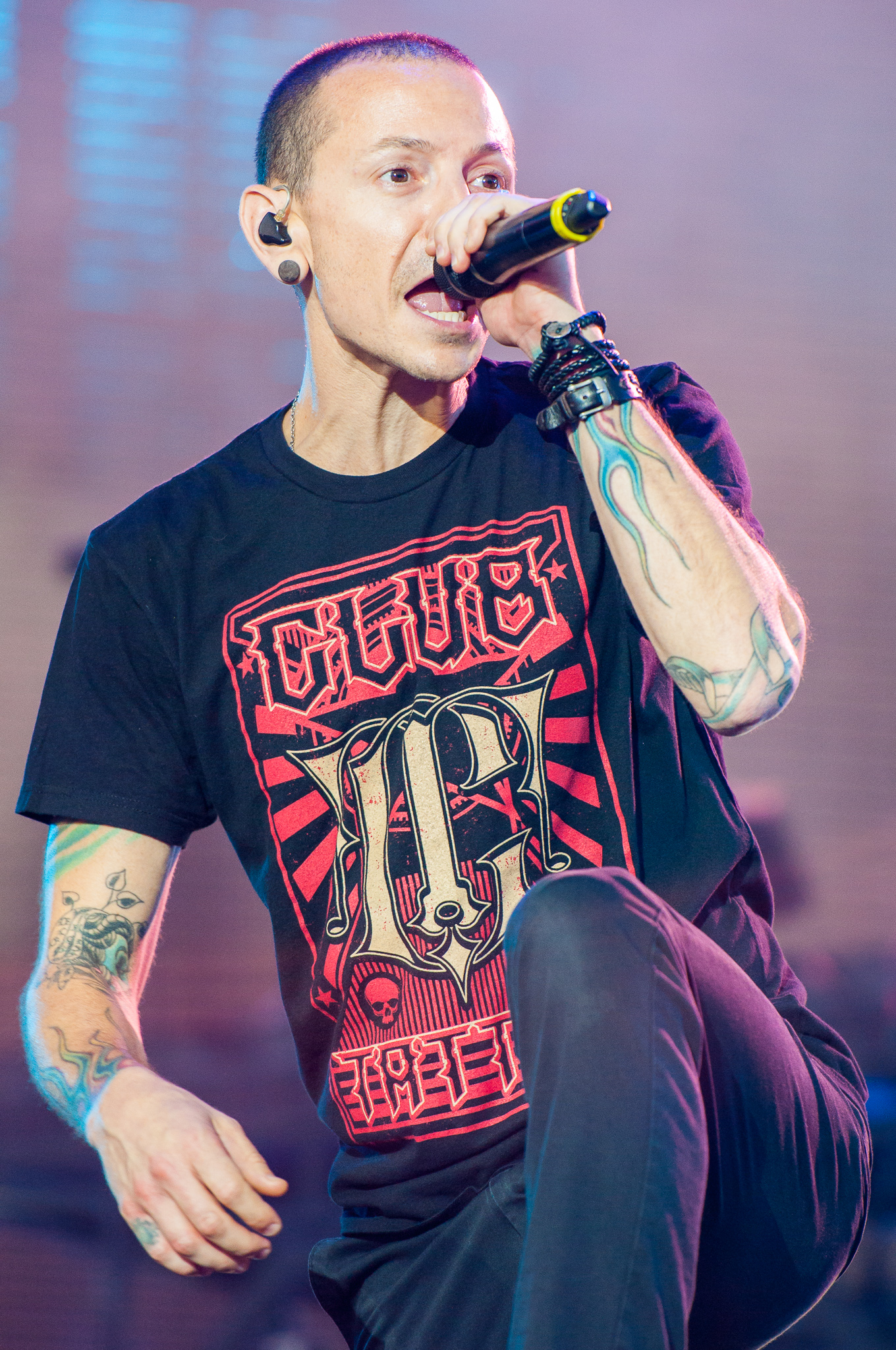
Chester Bennington, cantor, compositor e ator americano

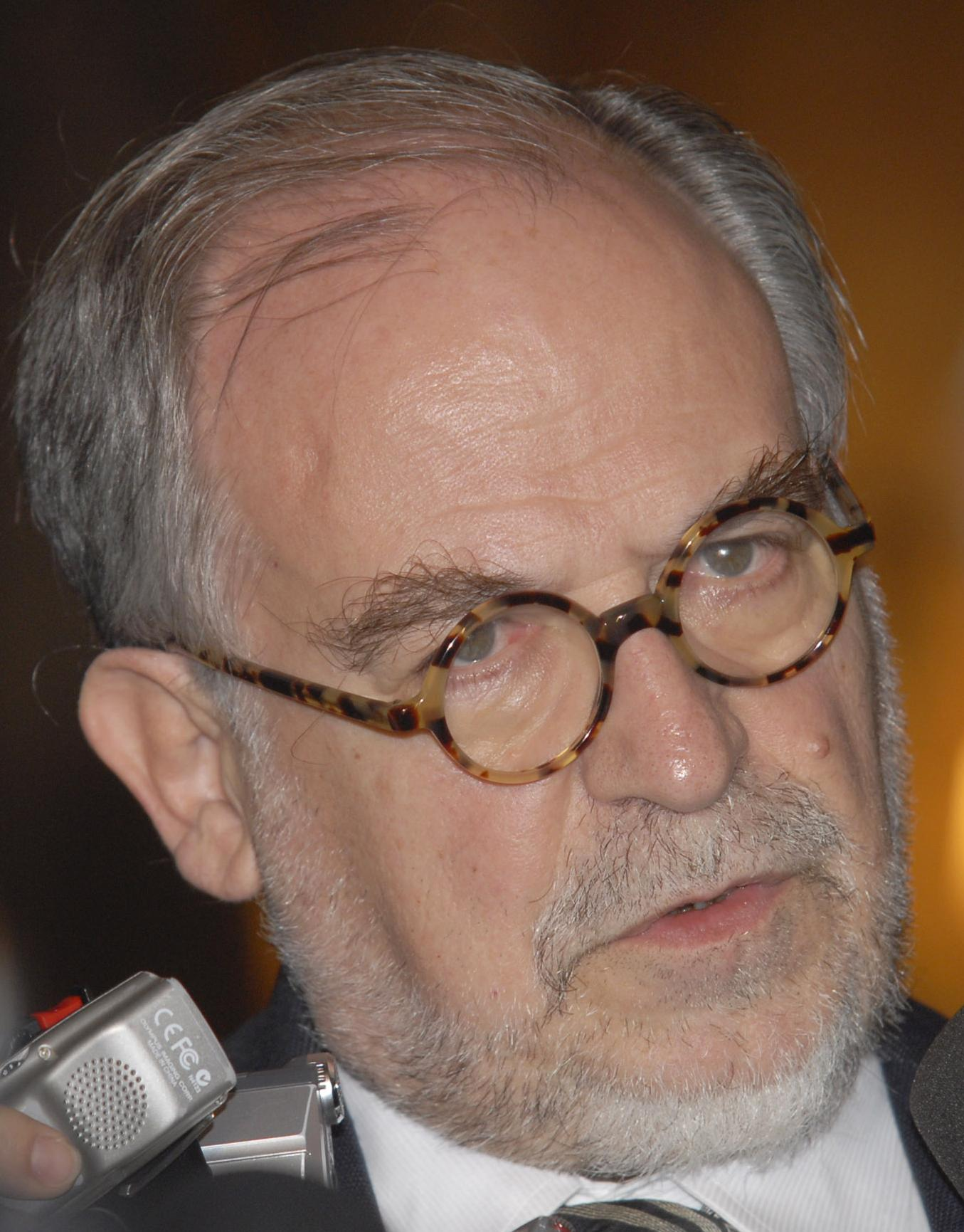
Marco Aurélio Garcia, político brasileiro

Waldir Peres, futebolista brasileiro

| Dia | Nome                        | Profissão ou motivo de reconhecimento  | Nacionalidade            | Ano de nasc. | Ref    |
| --- | --------------------------- | -------------------------------------- | ------------------------ | ------------ | ------ |
| 1   | Stevie Ryan                 | Atriz e personalidade da internet      | Estados Unidos           | 1984         | [ 1 ]  |
| 1   | Vasco Berardo               | Pintor e escultor                      | Portugal                 | 1933         | [ 2 ]  |
| 1   | Ayan Sadakov                | Futebolista e treinador                | Bulgária                 | 1961         | [ 3 ]  |
| 1   | Aleshia Brevard             | Atriz, modelo, professora e autora     | Estados Unidos           | 1937         | [ 4 ]  |
| 2   | Tatiana Zatulovskaya        | Enxadrista                             | Rússia/ Israel           | 1935         | [ 5 ]  |
| 2   | Vladimir Malaniuk           | Enxadrista                             | Ucrânia                  | 1957         | [ 6 ]  |
| 3   | Paolo Villaggio             | Escritor e ator                        | Itália                   | 1932         | [ 7 ]  |
| 3   | Henrique Medina Carreira    | Advogado e fiscalista                  | Portugal                 | 1931         | [ 8 ]  |
| 3   | Ângelo Angelim              | Político                               | Brasil                   | 1935         | [ 9 ]  |
| 3   | Willian Lee                 | Músico                                 | Brasil                   | 1970         | [ 10 ] |
| 3   | Spencer Johnson             | Escritor                               | Estados Unidos           | 1938         | [ 11 ] |
| 4   | Gene Conley                 | Basquetebolista                        | Estados Unidos           | 1930         | [ 12 ] |
| 5   | John Mackenzie              | Futebolista                            | Reino Unido              | 1925         | [ 13 ] |
| 5   | Joachim Meisner             | Cardeal                                | Alemanha                 | 1933         | [ 14 ] |
| 5   | John Rodriguez              | Político                               | Guiana/ Canadá           | 1937         | [ 15 ] |
| 5   | Joaquín Navarro-Valls       | Jornalista                             | Espanha                  | 1936         | [ 16 ] |
| 5   | Pimpan Buranapim            | Atriz e comediante                     | Tailândia                | 1945         | [ 17 ] |
| 6   | Pierre Henry                | Compositor                             | França                   | 1927         | [ 18 ] |
| 6   | Heinz Schneiter             | Futebolista e treinador                | Suíça                    | 1935         | [ 19 ] |
| 6   | Jorginho do Pandeiro        | Músico                                 | Brasil                   | 1930         | [ 20 ] |
| 6   | Maria Estela                | Atriz                                  | Brasil                   | 1942         | [ 21 ] |
| 7   | Werner Hamacher             | Crítico literário, filósofo e tradutor | Alemanha                 | 1948         | [ 22 ] |
| 8   | Seiji Yokoyama              | Compositor                             | Japão                    | 1935         | [ 23 ] |
| 8   | Elsa Martinelli             | Atriz                                  | Itália                   | 1935         | [ 24 ] |
| 8   | Nelsan Ellis                | Ator                                   | Estados Unidos           | 1977         | [ 25 ] |
| 9   | Ecléa Bosi                  | Psicóloga                              | Brasil                   | 1936         | [ 26 ] |
| 9   | Ilya Glazunov               | Pintor                                 | Rússia                   | 1930         | [ 27 ] |
| 10  | Augustin Buzura             | Jornalista e escritor                  | Roménia                  | 1938         | [ 28 ] |
| 10  | Elvira Vigna                | Escritora, ilustradora e jornalista    | Brasil                   | 1947         | [ 29 ] |
| 11  | Celso Giglio                | Médico e político                      | Brasil                   | 1941         | [ 30 ] |
| 13  | Charles Bachman             | Cientista da computação                | Estados Unidos           | 1924         | [ 31 ] |
| 13  | Ada Pellegrini Grinover     | Jurista                                | Itália/ Brasil           | 1933         | [ 32 ] |
| 13  | Liu Xiaobo                  | Escritor e Nobel da Paz                | China                    | 1955         | [ 33 ] |
| 13  | Américo Amorim              | Empresário                             | Portugal                 | 1934         | [ 34 ] |
| 13  | Marie-Josephine Gaudette    | Freira e supercentenária               | Estados Unidos/ Itália   | 1902         | [ 35 ] |
| 13  | Olive Yang                  | Membro da Monarquia birmanesa          | Myanmar                  | 1927         | [ 36 ] |
| 14  | Maryam Mirzakhani           | Matemática e professora                | Irão                     | 1977         | [ 37 ] |
| 15  | Josef Hamerl                | Futebolista                            | Áustria                  | 1931         | [ 38 ] |
| 15  | Martin Landau               | Ator                                   | Estados Unidos           | 1928         | [ 39 ] |
| 15  | Babe Parilli                | Jogador de futebol americano           | Estados Unidos           | 1929         | [ 40 ] |
| 16  | Davi Ferreira               | Futebolista e treinador                | Brasil                   | 1926         | [ 41 ] |
| 16  | George A. Romero            | Cineasta                               | Estados Unidos           | 1940         | [ 42 ] |
| 16  | Wilfried                    | Ator e cantor                          | Áustria                  | 1950         | [ 43 ] |
| 17  | Vicente Marotta Rangel      | Acadêmico e jurista                    | Brasil                   | 1924         | [ 44 ] |
| 18  | Max Gallo                   | Escritor, historiador e político       | França                   | 1932         | [ 45 ] |
| 19  | Paulo Sant'Ana              | Jornalista                             | Brasil                   | 1939         | [ 46 ] |
| 19  | Barbara Weldens             | Cantora                                | França                   | 1982         | [ 47 ] |
| 20  | Chester Bennington          | Cantor, compositor e ator              | Estados Unidos           | 1976         | [ 48 ] |
| 20  | Marco Aurélio Garcia        | Político                               | Brasil                   | 1941         | [ 49 ] |
| 20  | Claude Rich                 | Ator                                   | França                   | 1929         | [ 50 ] |
| 20  | Jadwiga Szubartowicz        | Supercentenária                        | Polónia                  | 1905         | [ 51 ] |
| 21  | Peter Doohan                | Tenista                                | Austrália                | 1961         | [ 52 ] |
| 21  | John Heard                  | Ator                                   | Estados Unidos           | 1945         | [ 53 ] |
| 21  | Jon van Rood                | Biólogo                                | Países Baixos            | 1926         | [ 54 ] |
| 22  | Willie Carroll Townes       | Jogador de futebol americano           | Estados Unidos           | 1943         | [ 55 ] |
| 23  | John Kundla                 | Treinador de basquetebol               | Estados Unidos           | 1916         | [ 56 ] |
| 23  | Mervyn Rose                 | Tenista                                | Austrália                | 1930         | [ 57 ] |
| 23  | Waldir Peres                | Futebolista e treinador                | Brasil                   | 1951         | [ 58 ] |
| 24  | Domingo Alzugaray           | Empresário                             | Argentina/ Brasil        | 1932         | [ 59 ] |
| 24  | Luis Gimeno                 | Ator                                   | Uruguai/ México          | 1927         | [ 60 ] |
| 24  | Yash Pal                    | Físico                                 | Índia                    | 1926         | [ 61 ] |
| 24  | Artur Almeida               | Jornalista                             | Brasil                   | 1960         | [ 62 ] |
| 25  | Gretel Bergmann             | Atleta de salto em altura              | Alemanha/ Estados Unidos | 1914         | [ 63 ] |
| 25  | Michael Johnson             | Cantor                                 | Estados Unidos           | 1944         | [ 64 ] |
| 26  | Leo Kinnunen                | Automobilista                          | Finlândia                | 1943         | [ 65 ] |
| 26  | Max                         | Futebolista                            | Brasil                   | 1975         | [ 66 ] |
| 26  | June Foray                  | Dubladora                              | Estados Unidos           | 1917         | [ 67 ] |
| 26  | Ferry Graf                  | Cantor                                 | Áustria/ Finlândia       | 1931         | [ 68 ] |
| 27  | Perivaldo                   | Futebolista                            | Brasil                   | 1953         | [ 69 ] |
| 27  | Abdelmajid Dolmy            | Futebolista                            | Marrocos                 | 1953         | [ 70 ] |
| 27  | Ovidio Messa                | Futebolista e treinador                | Bolívia                  | 1952         | [ 71 ] |
| 28  | Luiz de França              | Radialista                             | Brasil                   | 1946         | [ 72 ] |
| 29  | José Osvaldo de Meira Penna | Diplomata e escritor                   | Brasil                   | 1917         | [ 73 ] |
| 30  | Paulo Garcia                | Médico e político                      | Brasil                   | 1959         | [ 74 ] |
| 30  | Sam Shepard                 | Ator e escritor                        | Estados Unidos           | 1943         | [ 75 ] |
| 31  | Jeanne Moreau               | Atriz                                  | França                   | 1928         | [ 76 ] |
| 31  | Archimedes Messina          | Compositor                             | Brasil                   | 1932         | [ 77 ] |
| 31  | Jérôme Golmard              | Tenista                                | França                   | 1973         | [ 78 ] |